# 巴馬ヤオ族自治県
巴馬ヤオ族自治県（はば-ヤオぞく-じちけん）は中華人民共和国広西チワン族自治区河池市に位置するヤオ族自治県。

## 行政区画
- 鎮:巴馬鎮、甲篆鎮、燕洞鎮
- 郷:那社郷、所略郷、西山郷、東山郷、鳳凰郷、百林郷、那桃郷